# Comté de Calhoun (Mississippi)
Pour les articles homonymes, voir Comté de Calhoun.
Le comté de Calhoun est situé dans l’État du Mississippi, aux États-Unis. Il comptait 13 266 habitants en 2020. Son siège est Pittsboro.